# Okan Kocuk
Okan Kocuk (* 27. Juli 1995 in Mustafakemalpaşa) ist ein türkischer Fußballtorhüter. Von der Saison 2019/20 bis zur Saison 2022/23 spielte Kocuk bei Galatasaray Istanbul.

## Karriere

### Verein
Kocuk begann 2006 in der Nachwuchsabteilung von Mustafakemalpaşaspor, dem Sportverein seiner Heimatstadt, mit dem Vereinsfußball an. Zwei Jahre später wechselte er in den Nachwuchs von Bursaspor.
Im Sommer 2011 bekam er einen Profivertrag, spielte aber bis zum Sommer weiterhin für die Nachwuchs- bzw. für die Reservemannschaft. Zur Saison 2015/16 wurde er vom Cheftrainer Şenol Güneş in den Profikader als 3. Torhüter aufgenommen. Am 10. Dezember 2014 gab er in der Begegnung des Türkischen Fußballpokals gegen Mersin İdman Yurdu sein Profidebüt. In der gleichen Saison absolvierte Kocuk drei weitere Pokalspiele und ein Ligaspiel.
Für die Saison 2016/17 wurde Soyalp zusammen mit seinen Teamkollegen Furkan Soyalp und Emirhan Aydoğan an Bandırmaspor und für die Saison 2017/18 am den Zweitligisten İstanbulspor ausgeliehen. Kocuk kam in der Saison 2018/19 bei Bursaspor zu 22 Ligaspielen. Im Sommer 2019 löste der Torhüter seinen Vertrag mit Bursaspor auf und wechselte ablösefrei zu Galatasaray Istanbul. Bei den Gelb-Roten unterschrieb Kocuk einen Vierjahresvertrag. Für die Saison 2021/22 wurde der Torhüter an Giresunspor ausgeliehen.

### Nationalmannschaft
Kocuk startete seine Länderspielkarriere 2011 mit einem Einsatz für die türkische U-16-Nationalmannschaft. Nachfolgend spielte er für die türkische U-17-, U-18- und U-19-Nationalmannschaft.
2015 debütierte er für die Türkische U-21-Nationalmannschaft.

## Erfolge
Mit Güngören Belediyespor
- Play-off-Sieger der TFF 2. Lig und Aufstieg in die TFF 1. Lig: 2007/08
- Meister der TFF 2. Lig und Aufstieg in die TFF 1. Lig: 2009/10

Mit Bursaspor
- Dritter der Süper Lig: 2010/11 (Ohne Einsatz)
- Türkischer Pokalfinalist: 2011/12 (Ohne Einsatz)

Mit Galatasaray Istanbul
- Türkischer Meister: 2002/23